# Myriophyllum
Genre
Classification APG III (2009)
Myriophyllum (les myriophylles) est un genre de plantes à fleurs de la famille des Haloragaceae qui comprend 45 espèces de plantes aquatiques.

## Principales espèces
- Myriophyllum alterniflorum DC.
- Myriophyllum aquaticum (Vell.) Verdc.
- Myriophyllum diccocum
- Myriophyllum elatinoides
- Myriophyllum farwellii Morong
- Myriophyllum heterophyllum Michx.
- Myriophyllum hippuroides Nutt. ex Torr. & Gray
- Myriophyllum humile (Raf.) Morong
- Myriophyllum laxum Shuttlw. ex Chapman
- Myriophyllum matogrossense
- Myriophyllum pinnatum (Walt.) B.S.P.
- Myriophyllum quitense Kunth
- Myriophyllum sibiricum Komarov
- Myriophyllum spicatum L.
- Myriophyllum tenellum Bigelow
- Myriophyllum tuberculatum
- Myriophyllum ussuriense (Regel) Maxim.
- Myriophyllum variifolium
- Myriophyllum verrucosum
- Myriophyllum verticillatum L.

## Liste d'espèces
Selon NCBI (31 janvier 2011) :
- Myriophyllum alpinum
- Myriophyllum alterniflorum
- Myriophyllum amphibium
- Myriophyllum aquaticum
- Myriophyllum balladoniense
- Myriophyllum caput-medusae
- Myriophyllum coronatum
- Myriophyllum crispatum
- Myriophyllum decussatum
- Myriophyllum dicoccum
- Myriophyllum drummondii
- Myriophyllum echinatum
- Myriophyllum farwellii
- Myriophyllum filiforme
- Myriophyllum heterophyllum
- Myriophyllum heterophyllum × Myriophyllum laxum
- Myriophyllum hippuroides
- Myriophyllum humile
- Myriophyllum latifolium
- Myriophyllum laxum
- Myriophyllum limnophilum
- Myriophyllum lophatum
- Myriophyllum mattogrossense
- Myriophyllum muelleri
- Myriophyllum muricatum
- Myriophyllum oguraense
- Myriophyllum papillosum
- Myriophyllum pedunculatum
- Myriophyllum petraeum
- Myriophyllum pinnatum
- Myriophyllum propinquum
- Myriophyllum quitense
- Myriophyllum robustum
- Myriophyllum salsugineum
- Myriophyllum sibiricum
- Myriophyllum simulans
- Myriophyllum spicatum
- Myriophyllum spicatum × Myriophyllum sibiricum
- Myriophyllum tenellum
- Myriophyllum tillaeoides
- Myriophyllum trachycarpum
- Myriophyllum triphyllum
- Myriophyllum ussuriense
- Myriophyllum variifolium
- Myriophyllum verrucosum
- Myriophyllum verticillatum
- Myriophyllum votschii

Selon ITIS (31 janvier 2011) :
- Myriophyllum alteniflarum De Candolle
- Myriophyllum alterniflorum DC.
- Myriophyllum aquaticum (Vell.) Verdc.
- Myriophyllum farwellii Morong
- Myriophyllum heterophyllum Michx.
- Myriophyllum hippuroides Nutt. ex Torr. & Gray
- Myriophyllum humile (Raf.) Morong
- Myriophyllum laxum Shuttlw. ex Chapman
- Myriophyllum pinnatum (Walt.) B.S.P.
- Myriophyllum quitense Kunth
- Myriophyllum sibiricum Komarov
- Myriophyllum spicatum L.
- Myriophyllum tenella Bigel.
- Myriophyllum tenellum Bigelow
- Myriophyllum ussuriense (Regel) Maxim.
- Myriophyllum verticillatum L.